# 26 Дракона
26 Дракона (26 Draconis, сокращ. 26 Dra) — тройная звезда в северном созвездии Дракона. Звезда имеет видимую звёздную величину 5.24m, и, согласно, шкале Бортля, видна невооружённым глазом в лучшем случае на засвеченном пригородном небе (англ. Bright suburban sky).
Из измерений параллакса, полученных во время миссии Hipparcos, известно, что звезда удалена примерно на 46,3 св. лет (13,7 пк) от Солнца.
Звезда наблюдается севернее 29° ю.ш., то есть севернее Лесото, шт. Западная Австралия, о. Норфолк, и шт. Риу-Гранди-ду-Сул (Бразилия), то есть видна практически на всей территории обитаемой Земли, за исключением приполярных областей Антарктиды и южных провинций и штатов Австралии и Бразилии. Видна в северной приполярной области неба круглый год.
Также звёзды имеют идентичную радиальную скорость −16,3 км/с, которая свидетельствует о том, что звёздная система приближается к Земле. Компонент AB  приблизится к Солнцу на расстояние 42,38 св. лет через 117 000 лет, когда она увеличит свою яркость на 0,05m до величины 5,26m. Компонент C  приблизится к Солнцу на расстояние 42,74 св. лет через 122 000 лет, когда она увеличит свою яркость на 0,1m до величины 9,8m.
Компоненты пространственной скорости 26 Дракона составляют U = +36,5, V = −4,3 и W = −21,8 км/с, что означает U=+36,5 км/с (движется по направлению к галактическому центру), V=−4,3 км/с (движется против направлении галактического вращения) и W=−21,8 км/с (движется в направлении южного галактического полюса). Эта система находится на орбите, которая проходит через галактику Млечный Путь, и имеет эксцентриситет 0,14, то приближаясь к ядру галактики на 23 100 св.л. (7,08 кпк), то удаляясь от него на 30 400 св.л. (9,32 кпк). Имея наклон своей орбиты звёздная система поднимается на 750 св.л. (0,23 кпк) выше плоскости галактического диска. Галактическая орбита звезды находится между 21 100 св.л. и 37 000 св.л. световых лет от центра Галактики.

## Свойства звёзд
Сама 26 Дракона, видна как звезда спектрального класса G0V. Однако на самом деле она состоит из пары звёзд A и B, которая разлагается на отдельные звёзды спектрального класса F и K. Сама же 26 Дракона светит с общей светимостью в 1.367 светимости Солнца. Оба компонента вращаются по орбите с периодом 76 лет на среднем расстоянии 21,41 а.е., то есть на расстоянии, чуть большем на котором в Солнечной системе находится Уран. Орбита пары A-B повёрнута на 104° по отношению к наблюдателю на Земле.
Если смотреть из окрестностей компонента A на компонент B, то он будет выглядеть как звезда со светимостью в −17.28m, то есть примерно в 100 раз ярче Луны в полнолуние и наоборот, если смотреть из окрестностей компонента B на компонент A, то он будет выглядеть как звезда со светимостью в −20.70m, то есть в 100 раз тусклее нашего Солнца.
Третий компонент, GJ 685, это тусклый красный карлик спектрального типа M1V находящийся от пары A-B на среднем расстоянии 10 397 а.е., то есть на расстояние в 260 раз большее на котором в Солнечной системе находится Плутон. С 1970 года эта звезда отделена на 737,9 угловых секунд от пары AB, и они имеют общее собственное движение. Если смотреть из окрестностей компонентов A-B на компонент C, то он будет выглядеть как звезда со светимостью в −2.33m, то есть примерно чуть слабее видимости Меркурия с Земли и наоборот, если смотреть из окрестностей компонента C на пару A-B, то эта пара будет выглядеть как звезда со светимостью в −6.98m, то есть примерно в 10 раз ярче Венеры, видимой с Земли.
Возраст звёздной системы точно не определён и находится в пределах от 8.4 до 11,5 млрд. лет. Однако, возраст жизни карликовых звёзд типа F9 составляет ~9 млрд. лет и т.о. можно сказать, что нижний предел возраста звёздной системы более точный и компонент A сейчас приближается к концу прогнозируемого времени окончания термоядерных реакций синтеза гелия из водорода, поскольку звезда с большей массой живёт более короткую жизнь. Звёзды умеренно бедны металлами (66 % от солнечных значений), что означает, что они имеют меньшую долю тяжёлых элементов, кроме водорода или гелия. В системе есть холодный остаточный диск, его масса ≤0.008 массы Солнца.

### Компонент A
Компонент A имеет спектральный тип F9V и это означает, что 26 Дракона A несколько больше (1,06 {\displaystyle R_{\bigodot }}) и ярче (1,264 {\displaystyle L_{\bigodot }}) Солнца. Также это указывает на то, что звезда использует водород в своём ядре в качестве ядерного «топлива», то есть находится на главной последовательности. Исследование, проведённое в 1962 году, оценило массу этой звезды в 1,30 раза больше массы Солнца.
Звезда излучает энергию со своей внешней атмосферы при эффективной температуре около 6 000 К, что придаёт ей жёлто-белый оттенок звезды F-типа. Для того чтобы наша Земля получала примерно столько же тепла от компонента A, сколько она получает от Солнца, её надо поместить на расстоянии 1,124 а.е., то есть на расстояние чуть дальше (на 12,4 %) от того места где она находится сейчас. Причём угловые размеры компонента A с этого расстояния выглядели бы практически как наше Солнце с Земли — 0,502° по сравнению с угловым диаметром нашего Солнца — 0,5°. Звезда имеет поверхностную гравитацию 4,50 СГС, что почти в три раза больше, чем на Солнце. Вращаясь с экваториальной скоростью 10 км/с (то есть со скоростью практически в 5 раз больше солнечной), этой звезде требуется порядка 5 дней, чтобы совершить полный оборот, что, видимо, вызывает значительную магнитную активность.

### Компонент B
Компаньон 26 Дракона B имеет спектральный тип K3V что указывает на то, что звезда использует водород в своём ядре в качестве ядерного «топлива», то есть находится на главной последовательности. Масса звезды составляет всего 0,83 массы Солнца. Звезда
несколько больше Солнца: её радиус составляет 1,287 {\displaystyle R_{\bigodot }}, но в то же время она гораздо тусклее Солнца: её светимость всего 10 % солнечной (0,103 {\displaystyle L_{\bigodot }}). Для того чтобы наша Земля получала примерно столько же тепла от компонента B её надо поместить на расстоянии 0,321 а.е., то есть на расстояние чуть ближе того, где сейчас находится Меркурий. Причём угловые размеры компонента B с этого расстояния выглядели бы в 4 раза больше Солнца с Земли — 2,14° по сравнению с угловым диаметром нашего Солнца — 0,5°.

### Компонент C
У красного карлика неизвестна ни масса, ни диаметр, зато известна светимость, которая составляет 2 % от солнечной (0,019 {\displaystyle L_{\bigodot }}). Звезда излучает энергию со своей внешней атмосферы при эффективной температуре около 3 846 К, что придаёт ей красноватый оттенок звезды M-типа. Для того чтобы наша Земля получала примерно столько же тепла как от Солнца её надо поместить на расстоянии 0,138 а.е., то есть почти в три раза ближе, чем Меркурий. Звезда GJ 685 имеет одну известную планету, которая была обнаружена по радиальной скорости в 2019 году с помощью спектрографа HARPS. Параметры планеты представлены ниже:

## Кратность звезды
Двойственность 26 Дракона была открыта Бёрнхемом Ш. У. в 1879 году и звезда вошла в каталоги как BU 962. В 1963 году, опираясь на записи с 1898 года, В. Лейтен открыл тройственность звезды 26 Дракона и звезда вошла в каталоги как LDS2736. В 1996 году, Сагдерс В.Л. и др. англ. Sanders W.L. открыли четырёхкратность звезды 26 Дракона и звезда вошла в каталоги как SDR 1. В 2006 году, Хайнце В.Л. и др. англ. Heinze A.N. открыли пятиккратность звезды 26 Дракона и звезда вошла в каталоги как HZE 3.  В  Согласно Вашингтонскому каталогу визуально-двойных звёзд, параметры этих компонентов приведены в таблице:
| Компонент | Год  | Количество измерений | Позиционный угол | Угловое расстояние | Видимая звёздная величина 1 компонента | Видимая звёздная величина 2 компонента |
| AB        | 1879 | 139                  | 149°             | 1.4″               | 5.3m                                   | 9.9m                                   |
| AB        | 2013 | 139                  | 301°             | 0.6″               | 5.3m                                   | 9.9m                                   |
| AB,C      | 1898 | 8                    | 162°             | 737.5″             | 5.25m                                  | 8.06m                                  |
| AB,C      | 1963 | 8                    | 162°             | 738.0″             | 5.25m                                  | 8.06m                                  |
| AB,C      | 2010 | 8                    | 160°             | 737.9″             | 5.25m                                  | 8.06m                                  |
| AB,D      | 1996 | 3                    | 241°             | 25.1″              | 5.3m                                   | 11.60m                                 |
| AB,D      | 2003 | 3                    | 252°             | 23.9″              | 5.3m                                   | 11.60m                                 |
| AE        | 2006 | 1                    | 359°             | 3.0″               | 3.74m                                  | 15.00m                                 |

Оба компонента A-B и С имеют почти одинаковые характеристики движения: собственное движение для пары A-B равно 0,568 mas/год, а для компонента C равно 0,573 mas/год, что свидетельствует о том, что звёзды гравитационно связанные. Компонент AB,D — звезда 12-й величины, находящаяся на угловом расстоянии 23,9 секунд дуги, если она действительно входит в систему 26 Дракона, то вероятнее всего она будет красным карликом. А вот компонент AE— звезда 15-й величины, находящаяся на угловом расстоянии 3,0 секунд дуги, является фоновой звездой.
Эта система может быть членом движущейся группы звёзд Большой Медведицы. Однако, в этом случае возраст звёзд должен быть порядка 0,5 млрд. лет, что не согласуется с другими данными.

## Ближайшее окружение звезды
Следующие звёздные системы находятся на расстоянии в пределах 20 световых лет от системы 26 Дракона (включены только яркие (<6,5m) или примечательные звёзды). Их спектральные классы приведены на фоне цвета этих классов (эти цвета взяты из названий спектральных типов и не соответствуют наблюдаемым цветам звёзд):
| Звезда      | Спектральный класс | Расстояние, св. лет |
| 19 Дракона  | F6V                | 5.55                |
| HD 158633   | K0V                | 5.97                |
| BY Дракона  | K6e V              | 13.49               |
| Эта Цефея   | K0eIV              | 17.66               |
| 44 Волопаса | F9nV               | 19.7                |